# Яутла
Яу́тла (рос. Яутла) — село у складі Шатровського району Курганської області, Росія. Входить до складу Шатровської сільської ради.
Населення — 216 осіб (2017, 303 у 2010, 421 у 2002).
Національний склад станом на 2002 рік: росіяни — 100 %.